# Masdevallia carruthersiana
Masdevallia carruthersiana är en orkidéart som beskrevs av Friedrich Carl Lehmann och Friedrich Fritz Wilhelm Ludwig Kraenzlin. Masdevallia carruthersiana ingår i släktet Masdevallia och familjen orkidéer. Inga underarter finns listade i Catalogue of Life.